# إيفو أولي
إيفو أولي (Ivo Ulich) (9 سبتمبر 1974 في التشيك – )؛ هو لاعب كرة قدم سابق كان يلعب كلاعب وسط. يلعب مع منتخب التشيك لكرة القدم منذ عام 1997.

## وصلات خارجية
- إيفو أولي على موقع الاتحاد الدولي (مؤرشف)  (الإنجليزية)
- إيفو أولي على موقع الاتحاد التشيكي (الإنجليزية)
- إيفو أولي على موقع رابطة كرة القدم اليابانية للمحترفين (اليابانية)
- إيفو أولي على موقع قاعدة بيانات كرة القدم.إي يو (الإنجليزية)
- إيفو أولي على موقع بيانات كرة القدم. دي إي (الألمانية)
- إيفو أولي على موقع ناشيونال فوتبول تيمز (الإنجليزية)
- إيفو أولي على موقع Soccerway.com (الإنجليزية)
- إيفو أولي على موقع عالم كرة القدم.نت (الإنجليزية)
- National Football Teams